# اسدآباد انغوري (مقاطعة فهرج)
اسدآباد انغوري (بالفارسية: اسدآباد انگوری) هي قرية تقع في ناحية نغين كوير في إيران. يقدر عدد سكانها بـ 1,041 نسمة .